# Hamferð
Hamferð est un groupe de doom metal féroïen, originaire de Tórshavn.

## Biographie
Hamferð est formé en 2008, par une idée de John Egholm, qui monte le groupe avec Remi Johannesen. La première formation du groupe comprend Jón Hansen au chant, John Egholm à la guitare, Remi Johannesen à la batterie, Tinna Tótudóttir à la basse et Turið Nólsøe au violon. Jusqu'en 2010, le groupe change plusieurs fois sa formation : après le premier live, Turið Nólsøe décide de quitter le groupe pour des raisons personnelles. En même temps, le nouveau guitariste Theodor Kapnas, qui était en Suède pour étudier, suit le projet seulement à distance. Pendant l’été 2009, les membres du groupe sont finalement rejoints par Esmar Joensen aux claviers. En automne, le groupe enregistre sa première démo, Doomo. 
En janvier 2010, le groupe participe et gagne la première place au contest féroïen Sement, malgré l’absence de trois membres (Jón Hansen, Tinna Tótudóttir et Theodor Kapnas), remplacés par Harald í Kálvalíð à la guitare, John Egholm au chant et Jenus í Trøðini à la basse. Cette victoire permet au groupe d’enregistrer plusieurs parties de leur nouvel EP au Oyravox studios, sur l’île féroïenne de Nólsoy. En novembre 2011, Tinna Tótudóttir est replacée par Jenus í Trøðini à la basse. Peu après, ils accompagnent Moonsorrow et Týr dans une tournée européenne, appelée Dead Tyrants Tour. En décembre 2011 sort leur premier EP, Vilst er síðsta fet. En début janvier 2014, Jón Aldará se joint au groupe finlandais Barren Earth.
Le 20 mars 2015, le groupe enregistre son single Deyðir Varðar aux Îles Féroé, avec en arrière-plan l'éclipse solaire se déroulant ce jour-là. Le clip dure environ 6 minutes, dans lequel on peut voir le phénomène physique dans son intégralité, en passant par la pénombre la plus totale.
Le groupe annonce leur nouvel album pour le 12 janvier 2018. Il est intitulé Támsins likam. L'album est considéré par le groupe comme une conclusion de la trilogie commencée en 2010. Jón Aldará indique qu'il s'agit de la troisième et dernière partie de cette saga à l'ordre anti-chronologique et que l'album explore les thèmes de la mort et de la perversion du deuil au travers des mythes et légendes féroïennes.

## Membres

### Membres actuels
- Jón Aldará - chant (depuis 2008)
- John Áki Egholm – guitare (depuis 2008)
- Remi Kofoed Johannesen - batterie (depuis 2008)
- Theodor Kapnas – guitare (depuis 2009)
- Esmar Joensen – claviers (depuis 2009)
- Ísak Petersen - basse (depuis 2014)

### Anciens membres
- Tinna Tótudóttir - basse (2008–2011)
- Jenus Í Trøðini - basse (2011–2014)

## Vidéographie

### Clips
- 2013 : Deyðir varðar, tiré de Evst, réalisé par Kenneth Jørgensen et Theodor Kapnas, clip enregistré durant l'éclipse solaire du 20 mars 2015
- 2017 : Frosthvarv, tiré de Támsins likam, réalisé par Franklin Henriksen
- 2024 : Ábær, tiré de Men Guðs Hond Er Sterk
- 2024 : Hvölja, tiré de Men Guðs Hond Er Sterk

### Clips lyriques
- 2017 : Hon Syndrast, tiré de Támsins Likam, réalisé par Costin Chioreanu (pl)

### Clips Live
- 2013 : Vráin, tiré de Vilst er síðsta fet, enregistré lors d'un concert à la cathédrale Havnar Kirkja de Tórshavn
- 2018 : Evst, tiré de Támsins Likam, réalisé par Rúni Friis Kjær
- 2018 : Stygd, tiré de Támsins Likam, réalisé par Rúni Friis Kjær
- 2019 : Óðn, enregistré au Sjónleikarhúsið de Tórshavn le 17 mars 2018